# Gustaf Beskow

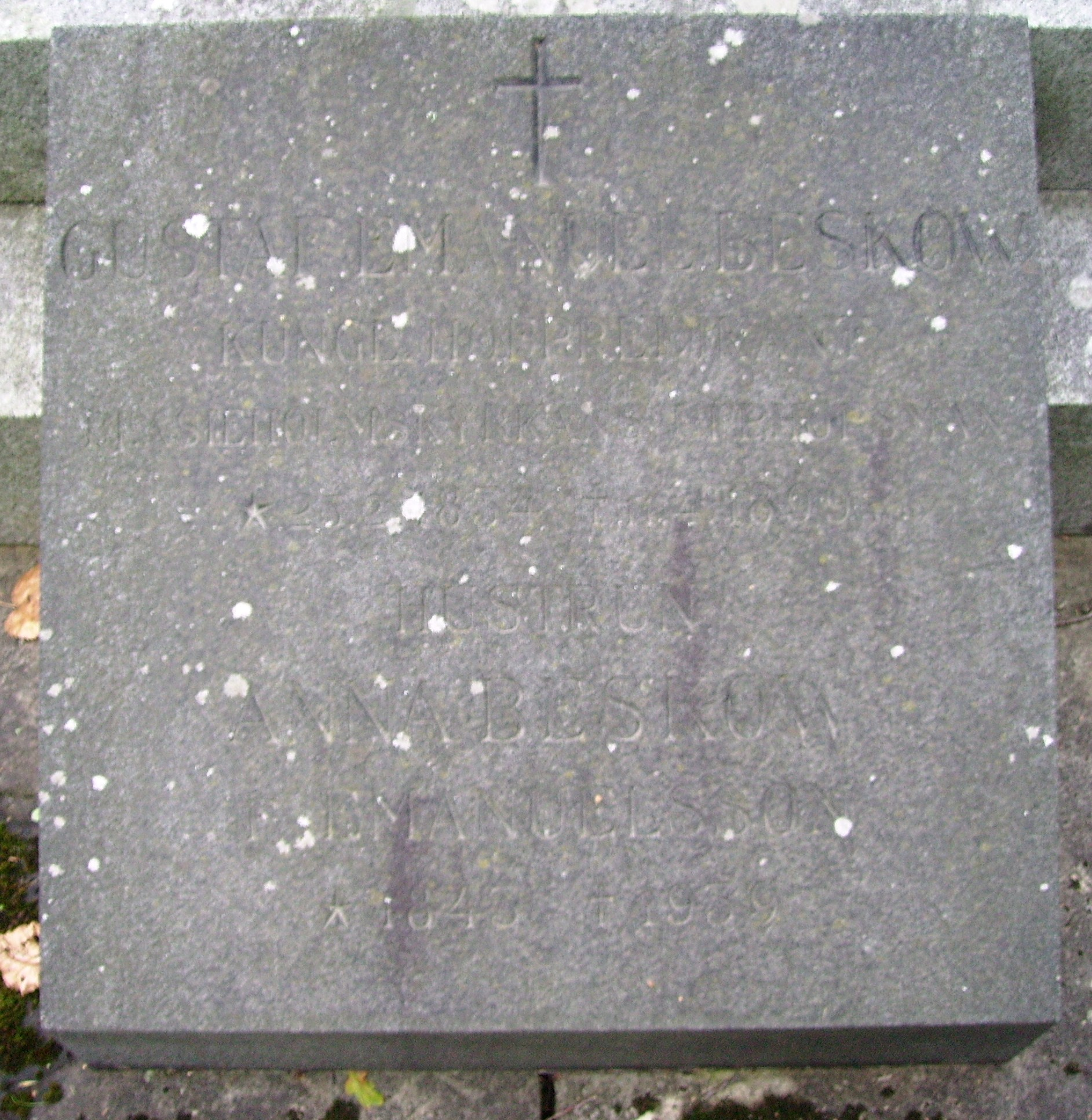
Gustaf E. Beskows gravvård på Norra begravningsplatsen i Solna kommun.

Gustaf Emanuel Beskow, i riksdagen kallad Beskow i Stockholm, född 25 februari 1834 på säteriet Örby, Brännkyrka socken, död 11 april 1899 i Jakob och Johannes församling, Stockholm, var en svensk präst, pedagog och riksdagsman.

## Biografi
År 1850 togs han in vid Krigsakademien på Karlberg, men avbröt sin kurs där och avlade 1852 studentexamen i Uppsala samt 1857 på en termin såväl teoretisk och praktisk teologisk examen som prästexamen. Av betänkligheter rörande prästedens innehåll dröjde han dock med att låta prästviga sig ända till 1859. Han avlade 1862 pastoralexamen och deltog samma år i en andlig kongress i London, där en mängd präster, och bland dem Beskow, höll andliga föredrag, var och en på sitt modersmål. Beskow tjänstgjorde som pastorsadjunkt i flera av Stockholms församlingar och drog stora åhörarskaror. 
Blasieholmskyrkan var Beskows eget verk. Det var han, som inköpte tomten (1864), samlade frivilliga bidrag och ordnade nödvändiga lån. En av de stora bidragsgivarna var drottning Sofia som stod nära Beskow och den nyevangeliska rörelsen Evangeliska Fosterlandsstiftelsen (EFS) där Beskow var med i styrelsen. Beskow fungerade också som själasörjare åt drottningen. Hela arbetet Blasieholmskyrkan (1865–1867) gick i hans namn, och när kyrkan var färdig, överlämnade han den genom gåvobrev till Blasieholmskyrkostiftelsens styrelse.
År 1867 öppnade Beskow en privatskola för gossar, Beskowska skolan, vilken leddes av honom till 1882. 
År 1879 utnämndes han till tjänstgörande extra ordinarie hovpredikant. Från 1866 var han ledamot av Fosterlandsstiftelsens styrelse, från 1876 dess vice ordförande och från 1892 dess ordförande. Åren 1888–1890 var han för Stockholms stad ledamot av andra kammaren och tillhörde där det protektionistiska partiet. 
Beskows predikningar kännetecknades av stor personlig värme och han återkom ofta i dessa till Kristi försoning. Såsom konfirmationslärare var han mycket anlitad av ungdom ur alla samhällsklasser. Åren 1865–1868 var han redaktör för tidningen Stadsmissionären, och 1876-1878 gav han ut Fridsbudet. Qvartalsskrift för uppbyggelse i hemmet.
Beskow tilldelades 1885 Nordstjärneorden, men återlämnade redan dagen därpå denna till kungen och yttrade som sin bestämda mening, "att en ordensstjerna på en man tillhörande det andliga ståndet endast var egnadt att väcka anstöt och att det var ett uttryck af fåfänga".

## Familj
Gustaf Emanuel Beskow var son till häradshövdingen Fritz Beskow och Augusta Vilhelmina Moll samt brorson till Bernhard von Beskow. Han gifte sig 1862 med Anna Vilhelmina Emanuelsson (1843–1939), som var dotter till kyrkoherden i Hällestads socken och kontraktsprosten i Bergslags kontrakt Per Jakob Emanuelsson. De var föräldrar till Bernhard Emanuel Beskow, som var prästvigd lektor och rektor, och till Elisabeth Beskow, som under pseudonymen Runa var en av det tidiga 1900-talets populära författare. Gustaf Emanuel Beskow var bror till prosten Fritz Beskow, kusin till kanslirådet Wilhelm Beskow och farbror till pedagogen och teologen Natanael Beskow.